# The Ring and the Book
The Ring and the Book (L'anello e il libro) è un poema narrativo drammatico scritto da Robert Browning e pubblicato a Londra in quattro volumi tra il 1868 e il 1869.

## Trama
Il poema racconta la storia di un processo per omicidio a Roma nel 1698, nel quale un nobile decaduto, il conte Guido Franceschini, è accusato d'aver ucciso la giovane moglie Pompilia Comparini e i suoi genitori, per aver sospettato che la moglie avesse una relazione con un chierico, Giuseppe Caponsacchi. Dopo essere stato giudicato colpevole, nonostante le sue proteste viene condannato a morte. Franceschini quindi si appella a Papa Innocenzo XII chiedendogli, senza successo, di ribaltare la sentenza. 
Il poema comprende dodici libri, dieci dei quali sono monologhi drammatici, pronunciati da un narratore diverso coinvolto nel caso (il conte Guido parla due volte), che di solito danno un resoconto differente degli stessi eventi, e due (il primo e l'ultimo) pronunciati dall'autore.

## Edizioni
- (EN) The Ring and the Book, 4 voll., London, Smith, Elder and co., 1868-69.

### Traduzioni italiane
- L'anello e il libro, traduzione di Simone Saglia, Montichiari, Zanetti editore, 1994.